# Michael Wright (aktor)
Michael Wright (ur. 30 kwietnia 1956 w Nowym Jorku) – amerykański aktor filmowy i telewizyjny. Zdobywca zbiorowego Pucharu Volpiego dla najlepszego aktora na 40. MFF w Wenecji za rolę w filmie Chorągiewki (1983) w reżyserii Roberta Altmana.